# Capriati a Volturno
Capriati a Volturno é uma comuna italiana da região da Campania, província de Caserta, com cerca de 1.648 habitantes. Estende-se por uma área de 18 km², tendo uma densidade populacional de 92 hab/km². Faz fronteira com Ciorlano, Fontegreca, Gallo Matese, Monteroduni (IS), Pozzilli (IS), Venafro (IS).

## Demografia
| Variação demográfica do município entre 1861 e 2011                               |
|                                                                                   |
| Fonte: Istituto Nazionale di Statistica (ISTAT) - Elaboração gráfica da Wikipedia |